# Opel Insignia
De Opel Insignia was een model van de  Duitse autofabrikant Opel in de middenklasse. De auto is tijdens de British International Motor Show van 2008 gepresenteerd als opvolger van de Vectra en Signum.
In Europa werd de auto verkocht onder de naam Opel Insignia. In het Verenigd Koninkrijk werd hij geleverd onder het merk Vauxhall, in de Verenigde Staten werd hij verkocht als de Buick Regal, in Australië en Nieuw-Zeeland onder het merk Holden. 

## Insignia A (2008-2017)

### Kenmerken
De Insignia is ongeveer 20 cm langer dan zijn voorganger, de Opel Vectra C en moest ook meer de kant van de oude Opel Omega op gaan. Daarnaast heeft de Insignia de beschikking over vierwielaandrijving.
In de Insignia zijn allemaal nieuwe dieselmotoren terug te vinden. Opel neemt bij dit model afscheid van de 1.9 CDTI en stapt over op eigen 2.0 CDTI-motoren. Aanvankelijk zou er later nog een nieuw ontwikkelde 2.9 V6 CDTI-dieselmotor van 250 pk beschikbaar komen voor de Insignia. De motor is ontwikkeld door het Italiaanse VMotori en zou in verschillende Cadillac-modellen geïntroduceerd worden maar is vroegtijdig geschrapt. Uiteindelijk is er één Saab 9-5 met 2.9 CDTI motor geproduceerd, die net als de Insignia op het Epsilon II-onderstel is gebaseerd.
De Insignia wordt net zoals zijn voorgangers gebouwd in Rüsselsheim, Duitsland. In de VS en China wordt de Insignia verkocht onder de naam Buick Regal. In Chili was hij tot 2013 op de markt als de Chevrolet Vectra D. Vanaf dat jaar werd hij ook daar als Opel verkocht.
Op 17 november 2008 werd bekendgemaakt dat de Opel Insignia is verkozen tot Auto van het Jaar 2009. Hij versloeg nipt de Ford Fiesta en ruim de Volkswagen Golf.

### Motoren
Benzine
| sedan en hatchback | sedan en hatchback | sedan en hatchback | sedan en hatchback | sedan en hatchback | sedan en hatchback | sedan en hatchback       | sedan en hatchback | sedan en hatchback | sedan en hatchback |
| Type               | Motor              | Motor              | Motor              | Vermogen           | Koppel             | Transmissie              | 0–100 km/h         | Topsnelheid        | Jaartal            |
| Type               | Inhoud             | Cilinders          | Kleppen            | Vermogen           | Koppel             | Transmissie              | 0–100 km/h         | Topsnelheid        | Jaartal            |
| ------------------ | ------------------ | ------------------ | ------------------ | ------------------ | ------------------ | ------------------------ | ------------------ | ------------------ | ------------------ |
| 1.6                | 1.598 cm³          | 4-in-lijn          | 16V                | 115 pk             | 155 Nm             | 6-bak                    | 12,9 s             | 192 km/h           | 2008 - 2011        |
| 1.8                | 1.796 cm³          | 4-in-lijn          | 16V                | 140 pk             | 175 Nm             | 6-bak                    | 11,4 s             | 207 km/h           | 2008 - 2011        |
| 1.4 Turbo          | 1.464 cm³          | 4-in-lijn          | 16V                | 140 pk             | 200 Nm             | 6-bak                    | 10,9 s             | 205 km/h           | 2011 - 2017        |
| 1.6 Turbo          | 1.698 cm³          | 4-in-lijn          | 16V                | 180 pk             | 230 Nm             | 6-bak                    | 8,9 s              | 225 km/h           | 2009 - 2013        |
| 1.6 Turbo          | 1.698 cm³          | 4-in-lijn          | 16V                | 170 pk             | 260 Nm             | 6-bak / 6-traps automaat | 9,2 / 9,9 s        | 220 / 210 km/h     | 2013 - 2017        |
| 2.0 Turbo          | 1.998 cm³          | 4-in-lijn          | 16V                | 220 pk             | 350 Nm             | 6-bak / 6-traps automaat | 7,6 / 7,8 s        | 242 / 240 km/h     | 2008 - 2013        |
| 2.0 Turbo 4x4      | 1.998 cm³          | 4-in-lijn          | 16V                | 220 pk             | 350 Nm             | 6-bak / 6-traps automaat | 7,7 / 7,9 s        | 240 / 239 km/h     | 2008 - 2011        |
| 2.0 Turbo 4x4      | 1.998 cm³          | 4-in-lijn          | 16V                | 250 pk             | 400 Nm             | 6-bak / 6-traps automaat | 7,5 / 7,7 s        | 250 / 240 km/h     | 2011 - 2015        |
| 2.0 Turbo          | 1.998 cm³          | 4-in-lijn          | 16V                | 250 pk             | 400 Nm             | 6-bak / 6-traps automaat | 7,5 / 8,6 s        | 250 / 245 km/h     | 2016 - 2017        |
| 2.8 V6 Turbo       | 2.792 cm³          | V6                 | 24V                | 260 pk             | 350 Nm             | 6-bak / 6-traps automaat | 6,9 / 7,1 s        | 250 / 250 km/h     | 2008 - 2011        |
| OPC                | 2.792 cm³          | V6                 | 24V                | 325 pk             | 435 Nm             | 6-bak / 6-traps automaat | 6,0 / 6,3 s        | 250 / 250 km/h     | 2009 - 2017        |

| Sports Tourer | Sports Tourer | Sports Tourer | Sports Tourer | Sports Tourer | Sports Tourer | Sports Tourer            | Sports Tourer | Sports Tourer  | Sports Tourer |
| Type          | Motor         | Motor         | Motor         | Vermogen      | Koppel        | Transmissie              | 0–100 km/h    | Topsnelheid    | Jaartal       |
| Type          | Inhoud        | Cilinders     | Kleppen       | Vermogen      | Koppel        | Transmissie              | 0–100 km/h    | Topsnelheid    | Jaartal       |
| ------------- | ------------- | ------------- | ------------- | ------------- | ------------- | ------------------------ | ------------- | -------------- | ------------- |
| 1.6           | 1.598 cm³     | 4-in-lijn     | 16V           | 115 pk        | 155 Nm        | 6-bak                    | 13,8 s        | 187 km/h       | 2009 - 2011   |
| 1.8           | 1.796 cm³     | 4-in-lijn     | 16V           | 140 pk        | 175 Nm        | 6-bak                    | 12,2s         | 202 km/h       | 2009 - 2011   |
| 1.4 Turbo     | 1.464 cm³     | 4-in-lijn     | 16V           | 140 pk        | 200 Nm        | 6-bak                    | 11,9 s        | 200 km/h       | 2011 - 2017   |
| 1.6 Turbo     | 1.698 cm³     | 4-in-lijn     | 16V           | 180 pk        | 230 Nm        | 6-bak                    | 9,2 s         | 220 km/h       | 2009 - 2013   |
| 1.6 Turbo     | 1.698 cm³     | 4-in-lijn     | 16V           | 170 pk        | 260 Nm        | 6-bak / 6-traps automaat | 9,8 / 10,4 s  | 215 / 205 km/h | 2013 - 2017   |
| 2.0 Turbo     | 1.998 cm³     | 4-in-lijn     | 16V           | 220 pk        | 350 Nm        | 6-bak / 6-traps automaat | 7,9 / 8,1 s   | 236 / 234 km/h | 2009 - 2013   |
| 2.0 Turbo 4x4 | 1.998 cm³     | 4-in-lijn     | 16V           | 220 pk        | 350 Nm        | 6-bak / 6-traps automaat | 8,0 / 8,2 s   | 234 / 232 km/h | 2009 - 2011   |
| 2.0 Turbo 4x4 | 1.998 cm³     | 4-in-lijn     | 16V           | 250 pk        | 400 Nm        | 6-bak / 6-traps automaat | 7,8 / 8,0 s   | 242 / 233 km/h | 2011 - 2015   |
| 2.0 Turbo     | 1.998 cm³     | 4-in-lijn     | 16V           | 250 pk        | 400 Nm        | 6-bak / 6-traps automaat | 7,5 / 8,6 s   | 250 / 248 km/h | 2016 - 2017   |
| 2.8 V6 Turbo  | 2.792 cm³     | V6            | 24V           | 260 pk        | 350 Nm        | 6-bak / 6-traps automaat | 7,2 / 7,3 s   | 250 / 248 km/h | 2009 - 2011   |
| OPC           | 2.792 cm³     | V6            | 24V           | 325 pk        | 435 Nm        | 6-bak / 6-traps automaat | 6,3 / 6,6 s   | 250 / 250 km/h | 2009 - 2017   |

| Country Tourer | Country Tourer | Country Tourer | Country Tourer | Country Tourer | Country Tourer | Country Tourer           | Country Tourer | Country Tourer | Country Tourer |
| Type           | Motor          | Motor          | Motor          | Vermogen       | Koppel         | Transmissie              | 0–100 km/h     | Topsnelheid    | Jaartal        |
| Type           | Inhoud         | Cilinders      | Kleppen        | Vermogen       | Koppel         | Transmissie              | 0–100 km/h     | Topsnelheid    | Jaartal        |
| -------------- | -------------- | -------------- | -------------- | -------------- | -------------- | ------------------------ | -------------- | -------------- | -------------- |
| 1.6 Turbo      | 1.698 cm³      | 4-in-lijn      | 16V            | 170 pk         | 260 Nm         | 6-bak / 6-traps automaat | 9,8 / 10,4 s   | 215 / 205 km/h | 2014 - 2017    |
| 2.0 Turbo 4x4  | 1.998 cm³      | 4-in-lijn      | 16V            | 250 pk         | 400 Nm         | 6-bak / 6-traps automaat | 7,8 / 8,0 s    | 240 / 235 km/h | 2013 - 2017    |

LPG
| sedan en hatchback | sedan en hatchback | sedan en hatchback | sedan en hatchback | sedan en hatchback | sedan en hatchback | sedan en hatchback | sedan en hatchback | sedan en hatchback | sedan en hatchback |
| Type               | Motor              | Motor              | Motor              | Vermogen           | Koppel             | Transmissie        | 0–100 km/h         | Topsnelheid        | Jaartal            |
| Type               | Inhoud             | Cilinders          | Kleppen            | Vermogen           | Koppel             | Transmissie        | 0–100 km/h         | Topsnelheid        | Jaartal            |
| ------------------ | ------------------ | ------------------ | ------------------ | ------------------ | ------------------ | ------------------ | ------------------ | ------------------ | ------------------ |
| 1.4 Turbo Bi-fuel  | 1.364 cm³          | 4-in-lijn          | 16V                | 140 pk             | 200 Nm             | 6-bak              | 12,4 s             | 195 km/h           | 2012 - 2013        |
| 1.4 Turbo Bi-fuel  | 1.364 cm³          | 4-in-lijn          | 16V                | 140 pk             | 200 Nm             | 6-bak              | 11,9 s             | 195 km/h           | 2014 - 2017        |

| Sport Tourer      | Sport Tourer | Sport Tourer | Sport Tourer | Sport Tourer | Sport Tourer | Sport Tourer | Sport Tourer | Sport Tourer | Sport Tourer |
| Type              | Motor        | Motor        | Motor        | Vermogen     | Koppel       | Transmissie  | 0–100 km/h   | Topsnelheid  | Jaartal      |
| Type              | Inhoud       | Cilinders    | Kleppen      | Vermogen     | Koppel       | Transmissie  | 0–100 km/h   | Topsnelheid  | Jaartal      |
| ----------------- | ------------ | ------------ | ------------ | ------------ | ------------ | ------------ | ------------ | ------------ | ------------ |
| 1.4 Turbo Bi-fuel | 1.364 cm³    | 4-in-lijn    | 16V          | 140 pk       | 200 Nm       | 6-bak        | 13,4 s       | 190 km/h     | 2012 - 2013  |

Bio-Ethanol (E85)
| sedan & hatchback | sedan & hatchback | sedan & hatchback | sedan & hatchback | sedan & hatchback | sedan & hatchback | sedan & hatchback | sedan & hatchback | sedan & hatchback | sedan & hatchback |
| Type              | Motor             | Motor             | Motor             | Vermogen          | Koppel            | Transmissie       | 0–100 km/h        | Topsnelheid       | Jaartal           |
| Type              | Inhoud            | Cilinders         | Kleppen           | Vermogen          | Koppel            | Transmissie       | 0–100 km/h        | Topsnelheid       | Jaartal           |
| ----------------- | ----------------- | ----------------- | ----------------- | ----------------- | ----------------- | ----------------- | ----------------- | ----------------- | ----------------- |
| 2.0 Turbo E85     | 1.998 cm³         | 4-in-lijn         | 16V               | 220 pk            | 350 Nm            | 6-bak             | 7,6 s             | 242 km/h          | 2011 - 2011       |

| Sports Tourer | Sports Tourer | Sports Tourer | Sports Tourer | Sports Tourer | Sports Tourer | Sports Tourer | Sports Tourer | Sports Tourer | Sports Tourer |
| Type          | Motor         | Motor         | Motor         | Vermogen      | Koppel        | Transmissie   | 0–100 km/h    | Topsnelheid   | Jaartal       |
| Type          | Inhoud        | Cilinders     | Kleppen       | Vermogen      | Koppel        | Transmissie   | 0–100 km/h    | Topsnelheid   | Jaartal       |
| ------------- | ------------- | ------------- | ------------- | ------------- | ------------- | ------------- | ------------- | ------------- | ------------- |
| 2.0 Turbo E85 | 1.998 cm³     | 4-in-lijn     | 16V           | 220 pk        | 350 Nm        | 6-bak         | 7,9 s         | 236 km/h      | 2011 - 2011   |

Diesel
| sedan & hatchback    | sedan & hatchback | sedan & hatchback | sedan & hatchback | sedan & hatchback | sedan & hatchback | sedan & hatchback | sedan & hatchback      | sedan & hatchback | sedan & hatchback | sedan & hatchback |
| Type                 | Motor             | Motor             | Motor             | Motor             | Vermogen          | Koppel            | Transmissie            | 0–100 km/h        | Topsnelheid       | Jaartal           |
| Type                 | Inhoud            | Cilinders         | Kleppen           | Voeding           | Vermogen          | Koppel            | Transmissie            | 0–100 km/h        | Topsnelheid       | Jaartal           |
| -------------------- | ----------------- | ----------------- | ----------------- | ----------------- | ----------------- | ----------------- | ---------------------- | ----------------- | ----------------- | ----------------- |
| 2.0 CDTI             | 1.956 cm³         | 4-in-lijn         | 16V               | Common rail       | 110 pk            | 260 Nm            | 6-bak                  | 12,1 s            | 190 km/h          | 2008 - 2011       |
| 2.0 CDTI             | 1.956 cm³         | 4-in-lijn         | 16V               | Common rail       | 130 pk            | 300 Nm            | 6-bak 6-traps automaat | 11,1 / 11,2 s     | 205 / 204 km/h    | 2008 - 2013       |
| 2.0 CDTI             | 1.956 cm³         | 4-in-lijn         | 16V               | Common rail       | 130 pk            | 300 Nm            | 6-traps automaat       | 11,2 s            | 204 km/h          | 2013 - 2015       |
| 2.0 CDTI EcoFLEX     | 1.956 cm³         | 4-in-lijn         | 16V               | Common rail       | 130 pk            | 300 Nm            | 6-bak                  | 11,1 s            | 207 km/h          | 2009 - 2011       |
| 2.0 CDTI             | 1.956 cm³         | 4-in-lijn         | 16V               | Common rail       | 120 pk            | 300 Nm            | 6-bak                  | 11,9 s            | 195 km/h          | 2013 - 2015       |
| 2.0 CDTI             | 1.956 cm³         | 4-in-lijn         | 16V               | Common rail       | 140 pk            | 350 Nm            | 6-bak                  | 10,5 s            | 205 km/h          | 2013 - 2015       |
| 1.6 CDTI             | 1.598 cm³         | 4-in-lijn         | 16V               | Common rail       | 136 pk            | 320 Nm            | 6-bak 6-traps automaat | 10,9 / 11,9 s     | 210 / 195 km/h    | 2015 - 2017       |
| 2.0 CDTI             | 1.956 cm³         | 4-in-lijn         | 16V               | Common rail       | 160 pk            | 350 Nm            | 6-bak 6-traps automaat | 9,5 / 9,6 s       | 218 / 215 km/h    | 2008 - 2013       |
| 2.0 CDTI EcoFLEX     | 1.956 cm³         | 4-in-lijn         | 16V               | Common rail       | 160 pk            | 350 Nm            | 6-bak                  | 9,5 s             | 221 km/h          | 2009 - 2013       |
| 2.0 CDTI 4x4         | 1.956 cm³         | 4-in-lijn         | 16V               | Common rail       | 160 pk            | 350 Nm            | 6-bak 6-traps automaat | 10,5 / 10,5 s     | 213 /213 km/h     | 2008 - 2013       |
| 2.0 CDTI             | 1.956 cm³         | 4-in-lijn         | 16V               | Common rail       | 170 pk            | 400 Nm            | 6-bak 6-traps automaat | 9,4 / 9,4 s       | 225 / 220 km/h    | 2015 - 2017       |
| 2.0 CDTI Biturbo     | 1.956 cm³         | 4-in-lijn         | 16V               | Common rail       | 195 pk            | 400 Nm            | 6-bak 6-traps automaat | 8,7 / 8,8 s       | 230 / 229 km/h    | 2012 - 2015       |
| 2.0 CDTI Biturbo 4x4 | 1.956 cm³         | 4-in-lijn         | 16V               | Common rail       | 195 pk            | 400 Nm            | 6-bak 6-traps automaat | 8,9 / 9,0 s       | 228 /225 km/h     | 2012 - 2015       |

| Spors Tourer         | Spors Tourer | Spors Tourer | Spors Tourer | Spors Tourer | Spors Tourer | Spors Tourer | Spors Tourer           | Spors Tourer  | Spors Tourer   | Spors Tourer |
| Type                 | Motor        | Motor        | Motor        | Motor        | Vermogen     | Koppel       | Transmissie            | 0–100 km/h    | Topsnelheid    | Jaartal      |
| Type                 | Inhoud       | Cilinders    | Kleppen      | Voeding      | Vermogen     | Koppel       | Transmissie            | 0–100 km/h    | Topsnelheid    | Jaartal      |
| -------------------- | ------------ | ------------ | ------------ | ------------ | ------------ | ------------ | ---------------------- | ------------- | -------------- | ------------ |
| 2.0 CDTI             | 1.956 cm³    | 4-in-lijn    | 16V          | Common rail  | 110 pk       | 260 Nm       | 6-bak                  | 12,6 s        | 185 km/h       | 2009 - 2011  |
| 2.0 CDTI             | 1.956 cm³    | 4-in-lijn    | 16V          | Common rail  | 130 pk       | 300 Nm       | 6-bak 6-traps automaat | 11,6 / 11,7 s | 200 / 198 km/h | 2009 - 2013  |
| 2.0 CDTI             | 1.956 cm³    | 4-in-lijn    | 16V          | Common rail  | 130 pk       | 300 Nm       | 6-traps automaat       | 11,7 s        | 198 km/h       | 2013 - 2015  |
| 2.0 CDTI EcoFLEX     | 1.956 cm³    | 4-in-lijn    | 16V          | Common rail  | 130 pk       | 300 Nm       | 6-bak                  | 11,6 s        | 203 km/h       | 2009 - 2011  |
| 2.0 CDTI             | 1.956 cm³    | 4-in-lijn    | 16V          | Common rail  | 120 pk       | 300 Nm       | 6-bak                  | 12,4 s        | 190 km/h       | 2013 - 2015  |
| 2.0 CDTI             | 1.956 cm³    | 4-in-lijn    | 16V          | Common rail  | 140 pk       | 350 Nm       | 6-bak                  | 11,0 s        | 200 km/h       | 2013 - 2015  |
| 1.6 CDTI             | 1.598 cm³    | 4-in-lijn    | 16V          | Common rail  | 136 pk       | 320 Nm       | 6-bak 6-traps automaat | 11,4 / 11,4 s | 205 / 195 km/h | 2015 - 2017  |
| 2.0 CDTI             | 1.956 cm³    | 4-in-lijn    | 16V          | Common rail  | 160 pk       | 350 Nm       | 6-bak 6-traps automaat | 9,9 / 10,1 s  | 212 / 210 km/h | 2009 - 2013  |
| 2.0 CDTI EcoFLEX     | 1.956 cm³    | 4-in-lijn    | 16V          | Common rail  | 160 pk       | 350 Nm       | 6-bak                  | 9,9 s         | 215 km/h       | 2009 - 2013  |
| 2.0 CDTI 4x4         | 1.956 cm³    | 4-in-lijn    | 16V          | Common rail  | 160 pk       | 350 Nm       | 6-bak 6-traps automaat | 10,8 / 10,8 s | 208 /208 km/h  | 2009 - 2013  |
| 2.0 CDTI             | 1.956 cm³    | 4-in-lijn    | 16V          | Common rail  | 170 pk       | 400 Nm       | 6-bak 6-traps automaat | 9,9 / 9,9 s   | 220 / 215 km/h | 2015 - 2017  |
| 2.0 CDTI Biturbo     | 1.956 cm³    | 4-in-lijn    | 16V          | Common rail  | 195 pk       | 400 Nm       | 6-bak 6-traps automaat | 8,9 / 9,0 s   | 224 / 224 km/h | 2012 - 2015  |
| 2.0 CDTI Biturbo 4x4 | 1.956 cm³    | 4-in-lijn    | 16V          | Common rail  | 195 pk       | 400 Nm       | 6-bak 6-traps automaat | 9,0 / 9,2 s   | 224 /220 km/h  | 2012 - 2015  |

| Country Tourer       | Country Tourer | Country Tourer | Country Tourer | Country Tourer | Country Tourer | Country Tourer | Country Tourer         | Country Tourer | Country Tourer | Country Tourer |
| Type                 | Motor          | Motor          | Motor          | Motor          | Vermogen       | Koppel         | Transmissie            | 0–100 km/h     | Topsnelheid    | Jaartal        |
| Type                 | Inhoud         | Cilinders      | Kleppen        | Voeding        | Vermogen       | Koppel         | Transmissie            | 0–100 km/h     | Topsnelheid    | Jaartal        |
| -------------------- | -------------- | -------------- | -------------- | -------------- | -------------- | -------------- | ---------------------- | -------------- | -------------- | -------------- |
| 1.6 CDTI             | 1.598 cm³      | 4-in-lijn      | 16V            | Common rail    | 136 pk         | 320 Nm         | 6-bak                  | 11,4 s         | 200 km/h       | 2015 - 2017    |
| 2.0 CDTI             | 1.956 cm³      | 4-in-lijn      | 16V            | Common rail    | 163 pk         | 350 Nm         | 6-bak 6-traps automaat | 9,9 / 10,1 s   | 215 / 210 km/h | 2014 - 2015    |
| 2.0 CDTI             | 1.956 cm³      | 4-in-lijn      | 16V            | Common rail    | 170 pk         | 400 Nm         | 6-bak 6-traps automaat | 9,9 / 9,9 s    | 220 / 220 km/h | 2015 - 2017    |
| 2.0 CDTI Biturbo 4x4 | 1.956 cm³      | 4-in-lijn      | 16V            | Common rail    | 195 pk         | 400 Nm         | 6-traps automaat       | 9,9 s          | 210 km/h       | 2013 - 2015    |

Tevens is er op basis van de 2.0 CDTI 160pk motor een ecoFLEX-uitvoering van de Insignia ontwikkeld welke een A-label mag dragen. Het bijzondere is dat Opel één der krachtigste diesels heeft genomen om de milieuvriendelijke versie op te baseren. Concurrenten nemen veelal kleinere motoren met lagere vermogens bij het uitbrengen van een milieuvriendelijke versie.

### Bitter Insignia

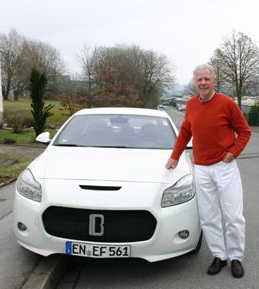
Erich Bitter en de Bitter Insignia

In de zomer van 2010 presenteerde Bitter een luxe editie van de Insignia met, onder andere, een nieuw ontworpen voorkant en een verbeterd interieur. De motor was de 2.8-liter turbomotor met 191 kW (260 pk).
In totaal werden slechts achttien stuks van de Insignia by Bitter gebouwd, waaronder de "Black Widow II", een Insignia OPC vijfdeurs in zwart metallic en de "Bitter Nürburgring Edition", een rode Insignia Turbo vierdeurs. Van beide is maar één exemplaar gemaakt. Van de zestien andere Bitter Insignia's bedroeg het stationcar-aandeel ongeveer vijftig procent van de productie, de andere helft vijfdeurs en één vierwielaangedreven vierdeurs met 160 pk dieselmotor in zwart metallic.

### Afbeeldingen

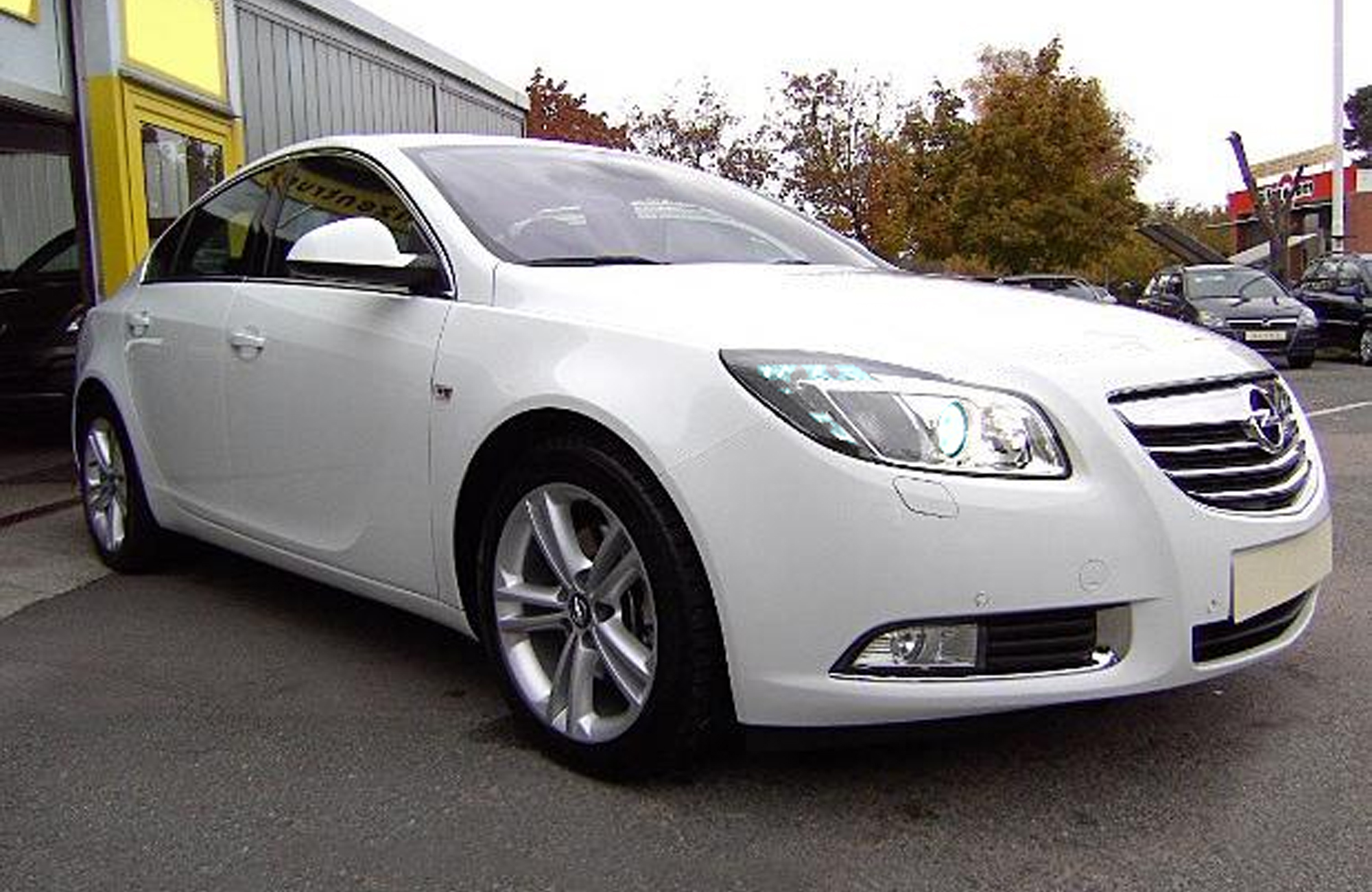
Opel Insignia Sedan 4 deuren
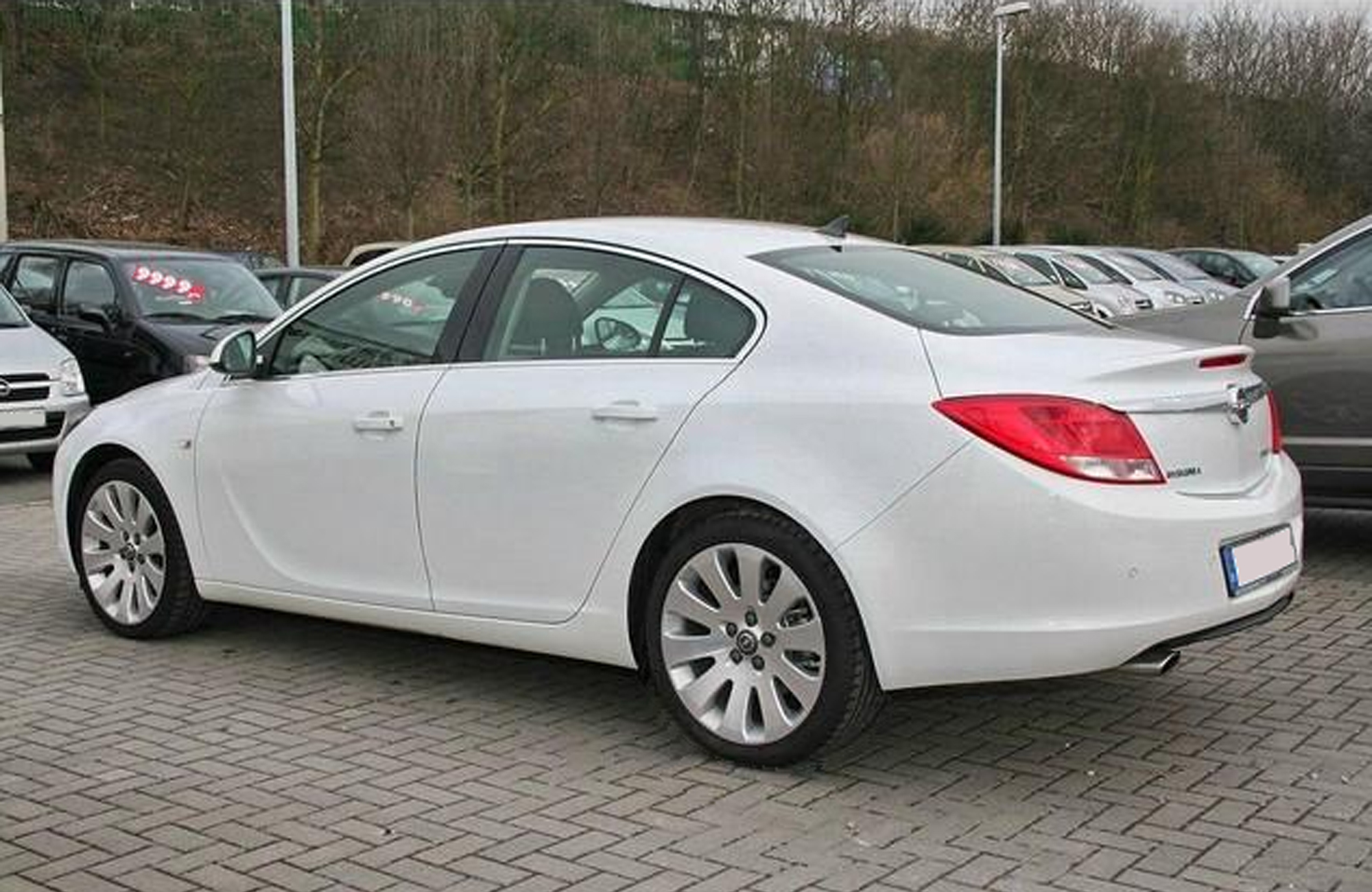
Opel Insignia Sedan 4 deuren
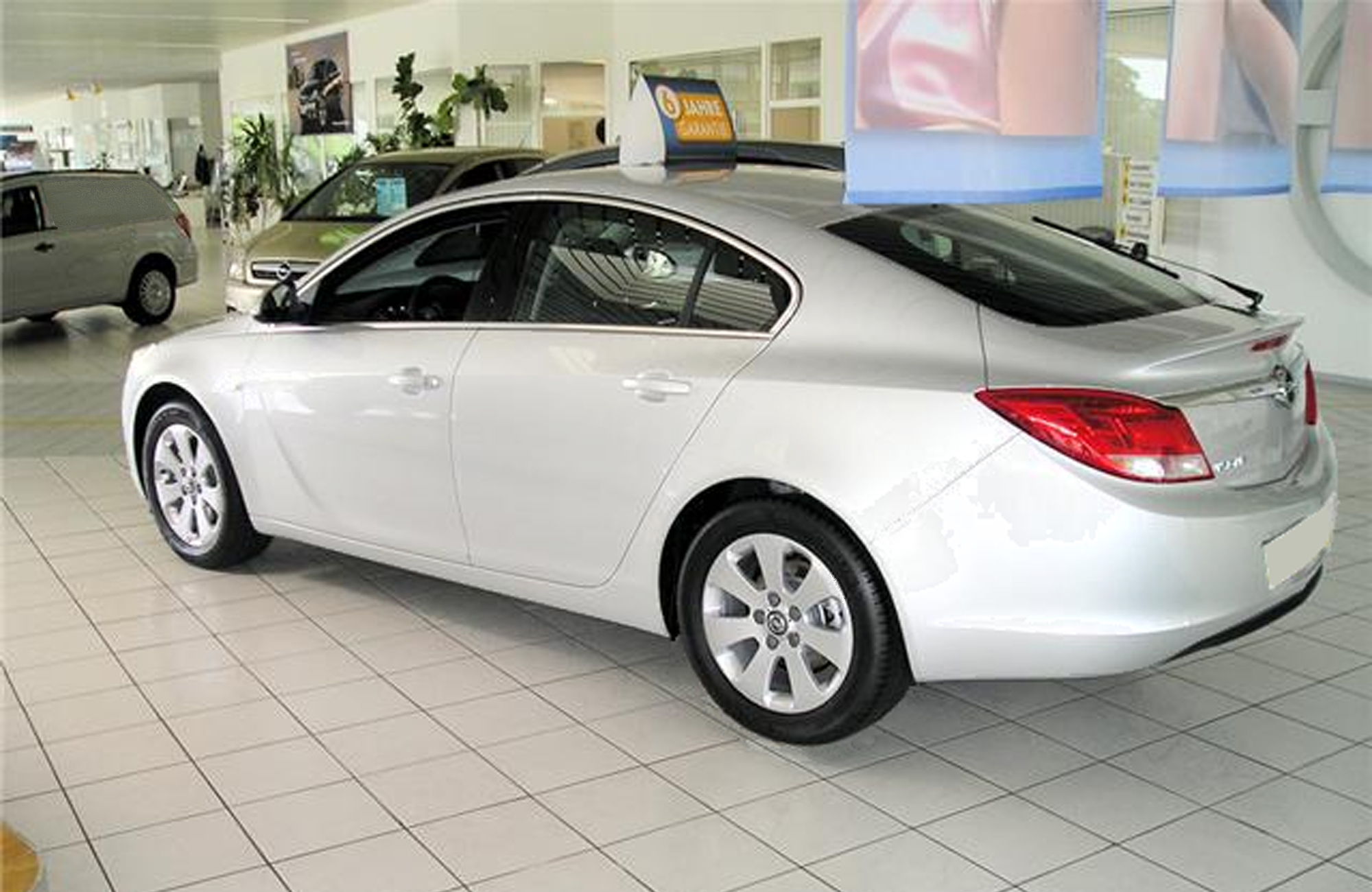
Opel Insignia Liftback 5 deuren
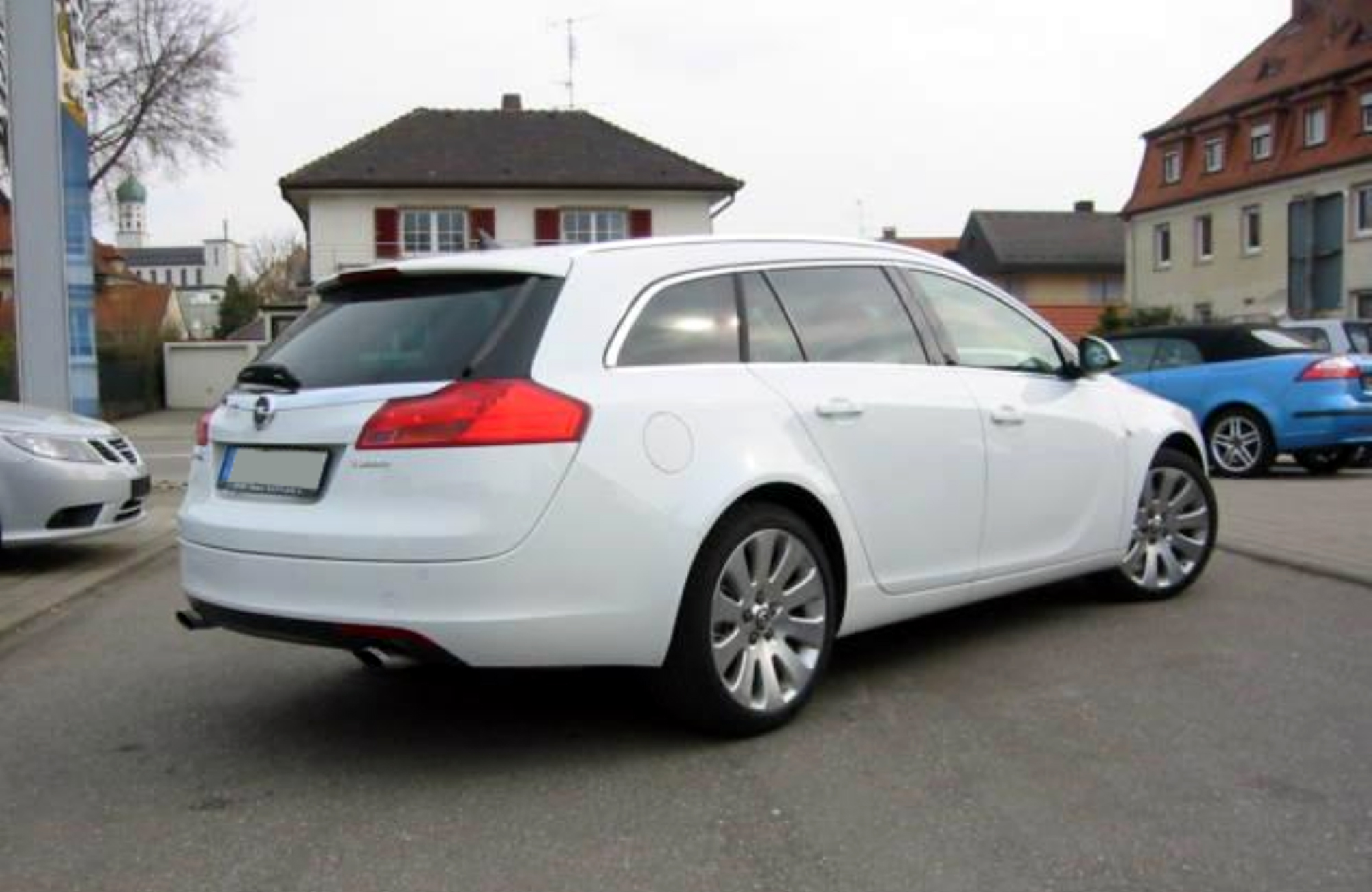
Opel Insignia Sports Tourer 5 deuren
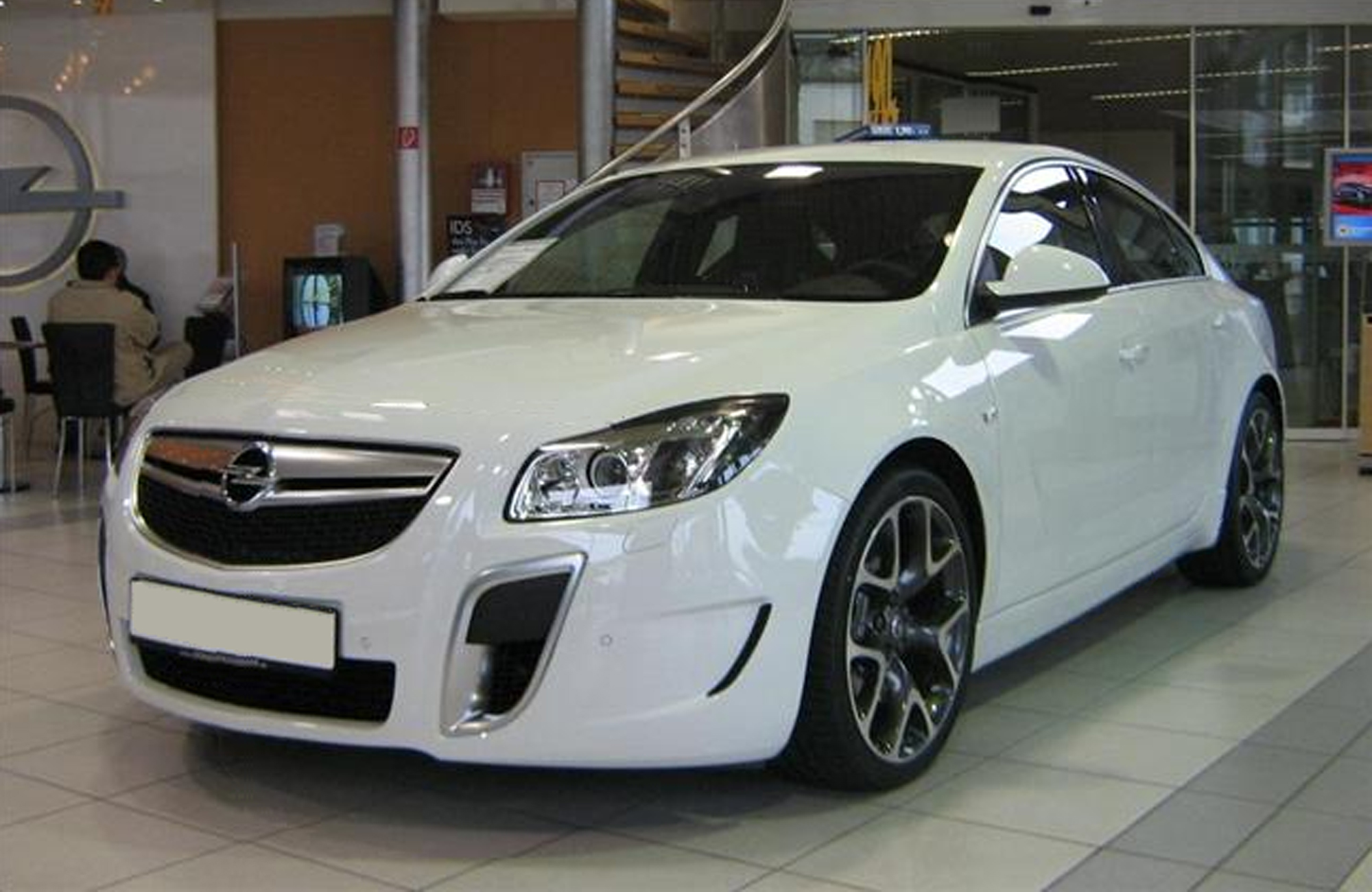
Opel Insignia OPC 4 deuren
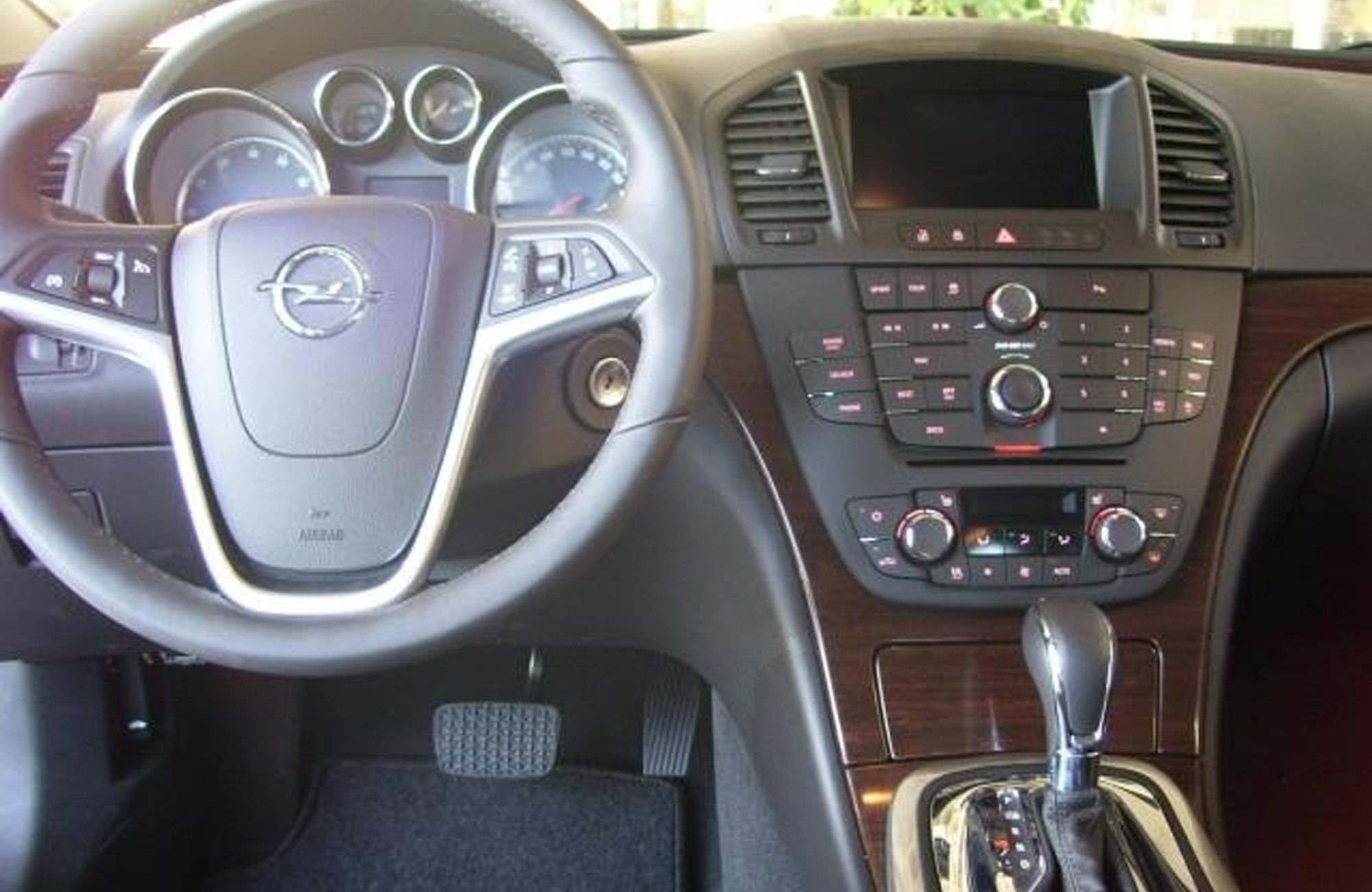
Opel Insignia Cosmo binnenin

## Insignia B (2017-2022)

### Kenmerken
Eind 2016 onthulde Opel officieel de eerste beelden van de nieuwe Insignia. De nieuwe Insignia is op het gebied van design geïnspireerd door de Monza-concept uit 2013. Door gebruik van een nieuw platform daalde het gewicht van deze generatie tot 175 kg ten opzichte van de vorige generatie. Ondanks de afname in het gewicht is de auto groter dan zijn voorganger. Net als bij de Astra, krijgt de nieuwe Insignia de IntelliLux-koplampen, die gebruik maken van LED-techniek. Deze tweede generatie kwam in 2017 op de markt.
De nieuwe Insignia is verkrijgbaar in twee carrosserievarianten.
- Grand Sport (liftback)
- Sports Tourer (station)

Beide carrosserievarianten zijn te krijgen in drie uitrustingsniveaus.
- Online Edition
- Business Executive
- Innovation

#### GSi
In juli 2017 lanceerde Opel een GSi-uitvoering van de Insignia. Het is voor het eerst na de Corsa GSi die tot 2010 geleverd werd dat Opel weer het GSi-label gebruikt. De GSi is leverbaar met een 2.0 liter bi-turbo dieselmotor. Tot mei 2018 was er tevens een benzinemotor verkrijgbaar in de GSi. Verder krijgt de auto een adaptief sportonderstel en sportstoelen die speciaal voor de GSi ontwikkeld zijn.

### Motoren
Benzine
| Grand Sport   | Grand Sport | Grand Sport | Grand Sport | Grand Sport | Grand Sport | Grand Sport              | Grand Sport | Grand Sport    | Grand Sport  |
| Type          | Motor       | Motor       | Motor       | Vermogen    | Koppel      | Transmissie              | 0–100 km/h  | Topsnelheid    | Jaartal      |
| Type          | Inhoud      | Cilinders   | Kleppen     | Vermogen    | Koppel      | Transmissie              | 0–100 km/h  | Topsnelheid    | Jaartal      |
| ------------- | ----------- | ----------- | ----------- | ----------- | ----------- | ------------------------ | ----------- | -------------- | ------------ |
| 1.5 Turbo     | 1.490 cm³   | 4-in-lijn   | 16V         | 140 pk      | 250 Nm      | 6-bak                    | 9,9 s       | 210 km/h       | 2017 - heden |
| 1.5 Turbo     | 1.490 cm³   | 4-in-lijn   | 16V         | 165 pk      | 250 Nm      | 6-bak / 6-traps automaat | 9,4 / 9,4 s | 215 / 218 km/h | 2017 - heden |
| 1.6 Turbo     | 1.598 cm³   | 4-in-lijn   | 16V         | 200 pk      | 300 Nm      | 6-bak / 6-traps automaat | 7,7 / 8,0 s | 235 / 225 km/h | 2018 - heden |
| 2.0 Turbo 4x4 | 1.998 cm³   | 4-in-lijn   | 16V         | 260 pk      | 400 Nm      | 8-traps automaat         | 7,3 s       | 250 km/h       | 2017 - 2018  |

| Sports Tourer | Sports Tourer | Sports Tourer | Sports Tourer | Sports Tourer | Sports Tourer | Sports Tourer            | Sports Tourer | Sports Tourer  | Sports Tourer |
| Type          | Motor         | Motor         | Motor         | Vermogen      | Koppel        | Transmissie              | 0–100 km/h    | Topsnelheid    | Jaartal       |
| Type          | Inhoud        | Cilinders     | Kleppen       | Vermogen      | Koppel        | Transmissie              | 0–100 km/h    | Topsnelheid    | Jaartal       |
| ------------- | ------------- | ------------- | ------------- | ------------- | ------------- | ------------------------ | ------------- | -------------- | ------------- |
| 1.5 Turbo     | 1.490 cm³     | 4-in-lijn     | 16V           | 140 pk        | 250 Nm        | 6-bak                    | 10,2 s        | 207 km/h       | 2017 - heden  |
| 1.5 Turbo     | 1.490 cm³     | 4-in-lijn     | 16V           | 165 pk        | 250 Nm        | 6-bak / 6-traps automaat | 9,2 / 9,6 s   | 218 / 214 km/h | 2017 - heden  |
| 1.6 Turbo     | 1.598 cm³     | 4-in-lijn     | 16V           | 200 pk        | 300 Nm        | 6-bak / 6-traps automaat | 7,9 / 8,2 s   | 232 / 225 km/h | 2018 - heden  |
| 2.0 Turbo 4x4 | 1.998 cm³     | 4-in-lijn     | 16V           | 260 pk        | 400 Nm        | 8-traps automaat         | 7,5 s         | 245 km/h       | 2017 - 2018   |

| Country Tourer | Country Tourer | Country Tourer | Country Tourer | Country Tourer | Country Tourer | Country Tourer           | Country Tourer | Country Tourer | Country Tourer |
| Type           | Motor          | Motor          | Motor          | Vermogen       | Koppel         | Transmissie              | 0–100 km/h     | Topsnelheid    | Jaartal        |
| Type           | Inhoud         | Cilinders      | Kleppen        | Vermogen       | Koppel         | Transmissie              | 0–100 km/h     | Topsnelheid    | Jaartal        |
| -------------- | -------------- | -------------- | -------------- | -------------- | -------------- | ------------------------ | -------------- | -------------- | -------------- |
| 1.5 Turbo      | 1.490 cm³      | 4-in-lijn      | 16V            | 140 pk         | 250 Nm         | 6-bak                    | 10,5 s         | 203 km/h       | 2017 - 2018    |
| 1.5 Turbo      | 1.490 cm³      | 4-in-lijn      | 16V            | 165 pk         | 250 Nm         | 6-bak / 6-traps automaat | 9,5 / 9,9 s    | 213 / 210 km/h | 2017 - 2018    |
| 1.6 Turbo      | 1.598 cm³      | 4-in-lijn      | 16V            | 200 pk         | 300 Nm         | 6-bak / 6-traps automaat | 8,0 / 8,0 s    | 225 / 225 km/h | 2018 - heden   |
| 2.0 Turbo 4x4  | 1.998 cm³      | 4-in-lijn      | 16V            | 260 pk         | 400 Nm         | 8-traps automaat         | 7,5 s          | 245 km/h       | 2017 - 2018    |

Diesel
| Grand Sport            | Grand Sport | Grand Sport | Grand Sport | Grand Sport | Grand Sport | Grand Sport | Grand Sport              | Grand Sport   | Grand Sport    | Grand Sport  |
| Type                   | Motor       | Motor       | Motor       | Motor       | Vermogen    | Koppel      | Transmissie              | 0–100 km/h    | Topsnelheid    | Jaartal      |
| Type                   | Inhoud      | Cilinders   | Kleppen     | Voeding     | Vermogen    | Koppel      | Transmissie              | 0–100 km/h    | Topsnelheid    | Jaartal      |
| ---------------------- | ----------- | ----------- | ----------- | ----------- | ----------- | ----------- | ------------------------ | ------------- | -------------- | ------------ |
| 1.6 CDTI               | 1.598 cm³   | 4-in-lijn   | 16V         | Common rail | 110 pk      | 300 Nm      | 6-bak                    | 11,8 s        | 205 km/h       | 2017 - heden |
| 1.6 CDTI               | 1.598 cm³   | 4-in-lijn   | 16V         | Common rail | 136 pk      | 320 Nm      | 6-bak / 6-traps automaat | 10,6 / 10,9 s | 211 / 202 km/h | 2017 - heden |
| 2.0 CDTI               | 1.956 cm³   | 4-in-lijn   | 16V         | Common rail | 170 pk      | 400 Nm      | 6-bak / 8-traps automaat | 8,7 / 8,9 s   | 226 / 223 km/h | 2017 - heden |
| 2.0 CDTI 4x4           | 1.956 cm³   | 4-in-lijn   | 16V         | Common rail | 170 pk      | 400 Nm      | 6-bak                    | 9,7 s         | 223 km/h       | 2018 - heden |
| 2.0 BiTurbo diesel 4x4 | 1.956 cm³   | 4-in-lijn   | 16V         | Common rail | 210 pk      | 480 Nm      | 8-traps automaat         | 7,9 s         | 233 km/h       | 2018 - heden |

| Sports Tourer          | Sports Tourer | Sports Tourer | Sports Tourer | Sports Tourer | Sports Tourer | Sports Tourer | Sports Tourer            | Sports Tourer | Sports Tourer  | Sports Tourer |
| Type                   | Motor         | Motor         | Motor         | Motor         | Vermogen      | Koppel        | Transmissie              | 0–100 km/h    | Topsnelheid    | Jaartal       |
| Type                   | Inhoud        | Cilinders     | Kleppen       | Voeding       | Vermogen      | Koppel        | Transmissie              | 0–100 km/h    | Topsnelheid    | Jaartal       |
| ---------------------- | ------------- | ------------- | ------------- | ------------- | ------------- | ------------- | ------------------------ | ------------- | -------------- | ------------- |
| 1.6 CDTI               | 1.598 cm³     | 4-in-lijn     | 16V           | Common rail   | 110 pk        | 300 Nm        | 6-bak                    | 11,6 s        | 202 km/h       | 2017 - heden  |
| 1.6 CDTI               | 1.598 cm³     | 4-in-lijn     | 16V           | Common rail   | 136 pk        | 320 Nm        | 6-bak / 6-traps automaat | 10,7 / 11,2 s | 208 / 202 km/h | 2017 - heden  |
| 2.0 CDTI               | 1.956 cm³     | 4-in-lijn     | 16V           | Common rail   | 170 pk        | 400 Nm        | 6-bak / 8-traps automaat | 8,9 / 9,2 s   | 223 / 220 km/h | 2017 - heden  |
| 2.0 CDTI 4x4           | 1.956 cm³     | 4-in-lijn     | 16V           | Common rail   | 170 pk        | 400 Nm        | 6-bak                    | 9,9 s         | 220 km/h       | 2017 - 2018   |
| 2.0 BiTurbo diesel 4x4 | 1.956 cm³     | 4-in-lijn     | 16V           | Common rail   | 210 pk        | 480 Nm        | 8-traps automaat         | 8,0 s         | 231 km/h       | 2018 - heden  |

| Country Tourer         | Country Tourer | Country Tourer | Country Tourer | Country Tourer | Country Tourer | Country Tourer | Country Tourer           | Country Tourer | Country Tourer | Country Tourer |
| Type                   | Motor          | Motor          | Motor          | Motor          | Vermogen       | Koppel         | Transmissie              | 0–100 km/h     | Topsnelheid    | Jaartal        |
| Type                   | Inhoud         | Cilinders      | Kleppen        | Voeding        | Vermogen       | Koppel         | Transmissie              | 0–100 km/h     | Topsnelheid    | Jaartal        |
| ---------------------- | -------------- | -------------- | -------------- | -------------- | -------------- | -------------- | ------------------------ | -------------- | -------------- | -------------- |
| 2.0 CDTI               | 1.956 cm³      | 4-in-lijn      | 16V            | Common rail    | 170 pk         | 400 Nm         | 6-bak / 8-traps automaat | 9,2 / 9,4 s    | 220 / 218 km/h | 2017 - heden   |
| 2.0 CDTI 4x4           | 1.956 cm³      | 4-in-lijn      | 16V            | Common rail    | 170 pk         | 400 Nm         | 6-bak                    | 9,9 s          | 218 km/h       | 2017 - heden   |
| 2.0 BiTurbo diesel 4x4 | 1.956 cm³      | 4-in-lijn      | 16V            | Common rail    | 210 pk         | 480 Nm         | 8-traps automaat         | 7,9 s          | 233 km/h       | 2018 - 2019    |

### Afbeeldingen

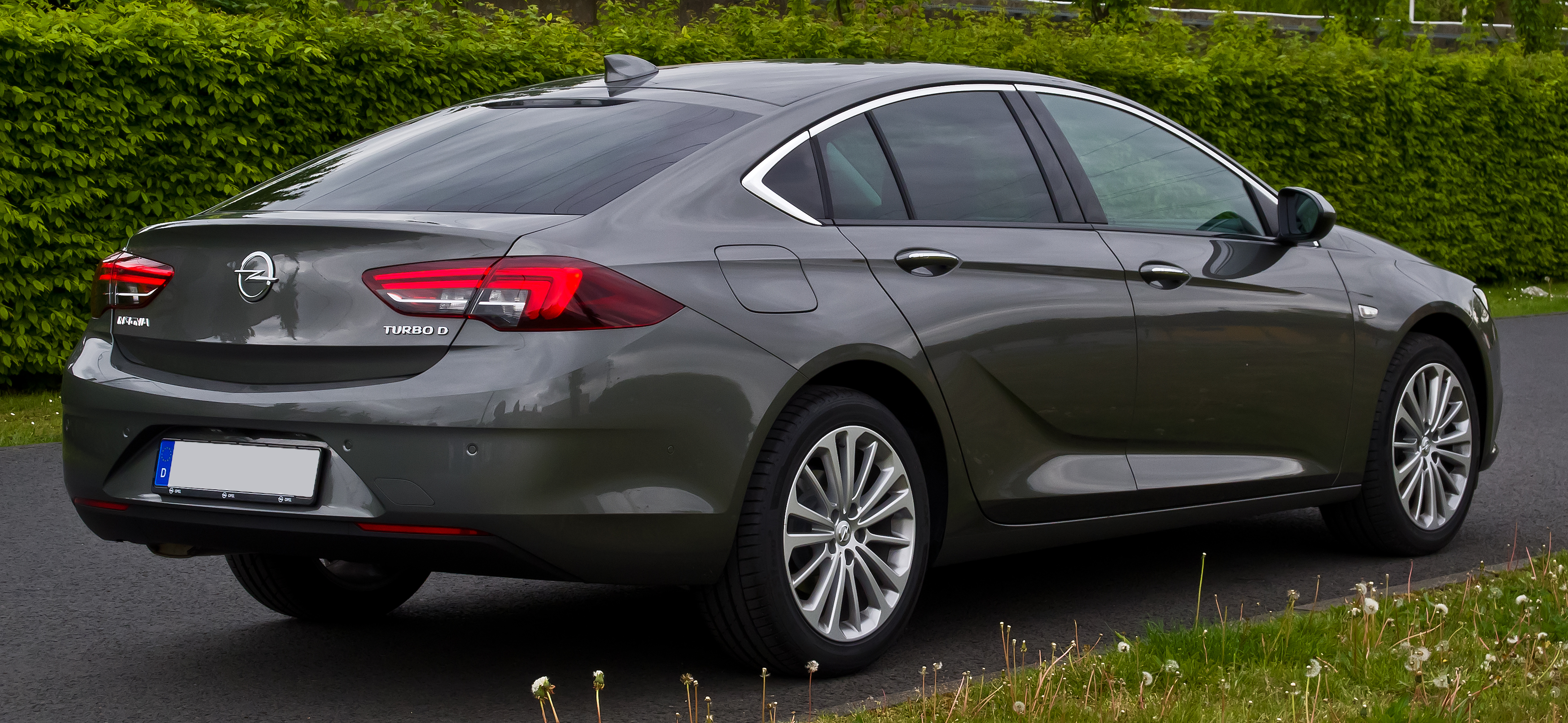
Grand Sport achteraanzicht
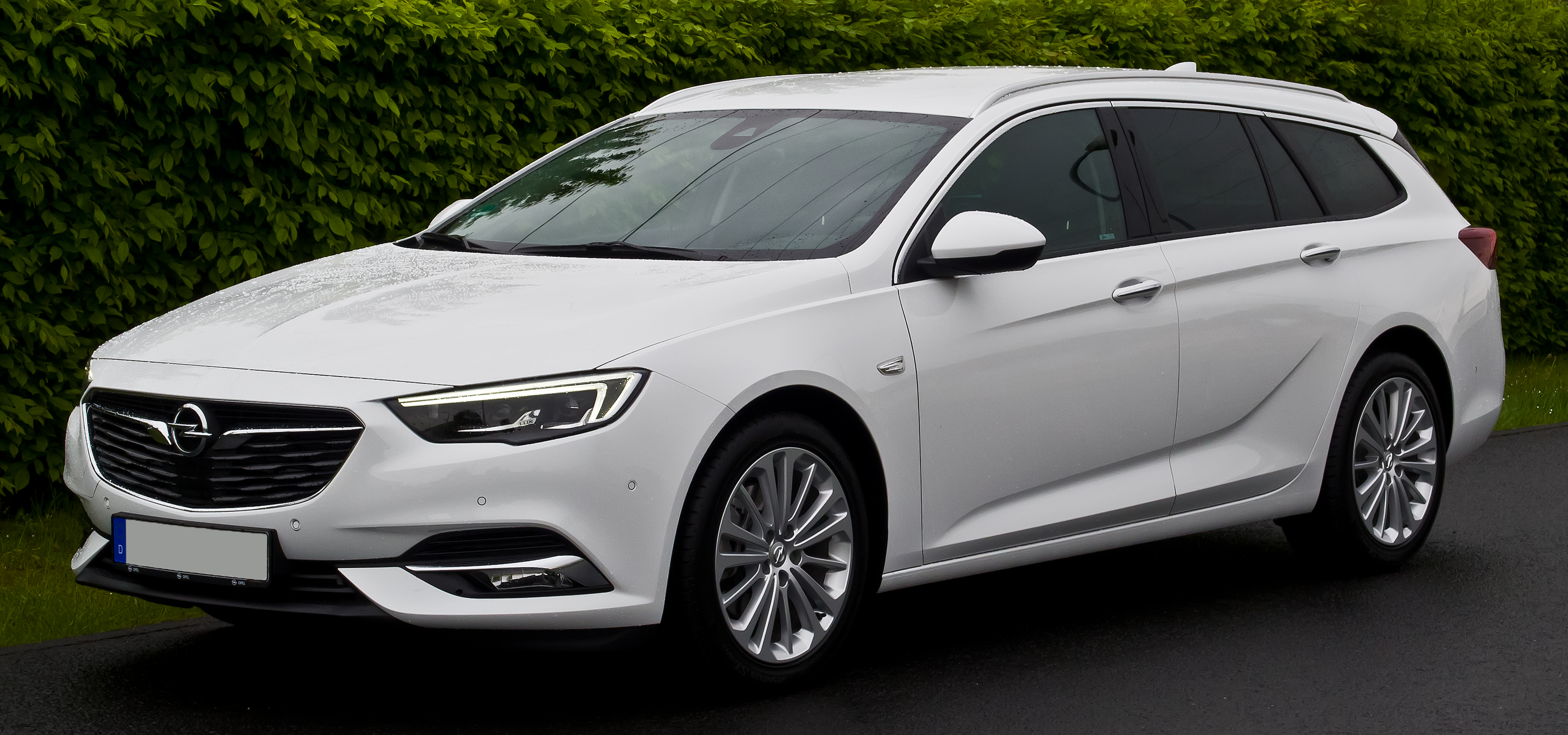
Sports Tourer vooraanzicht
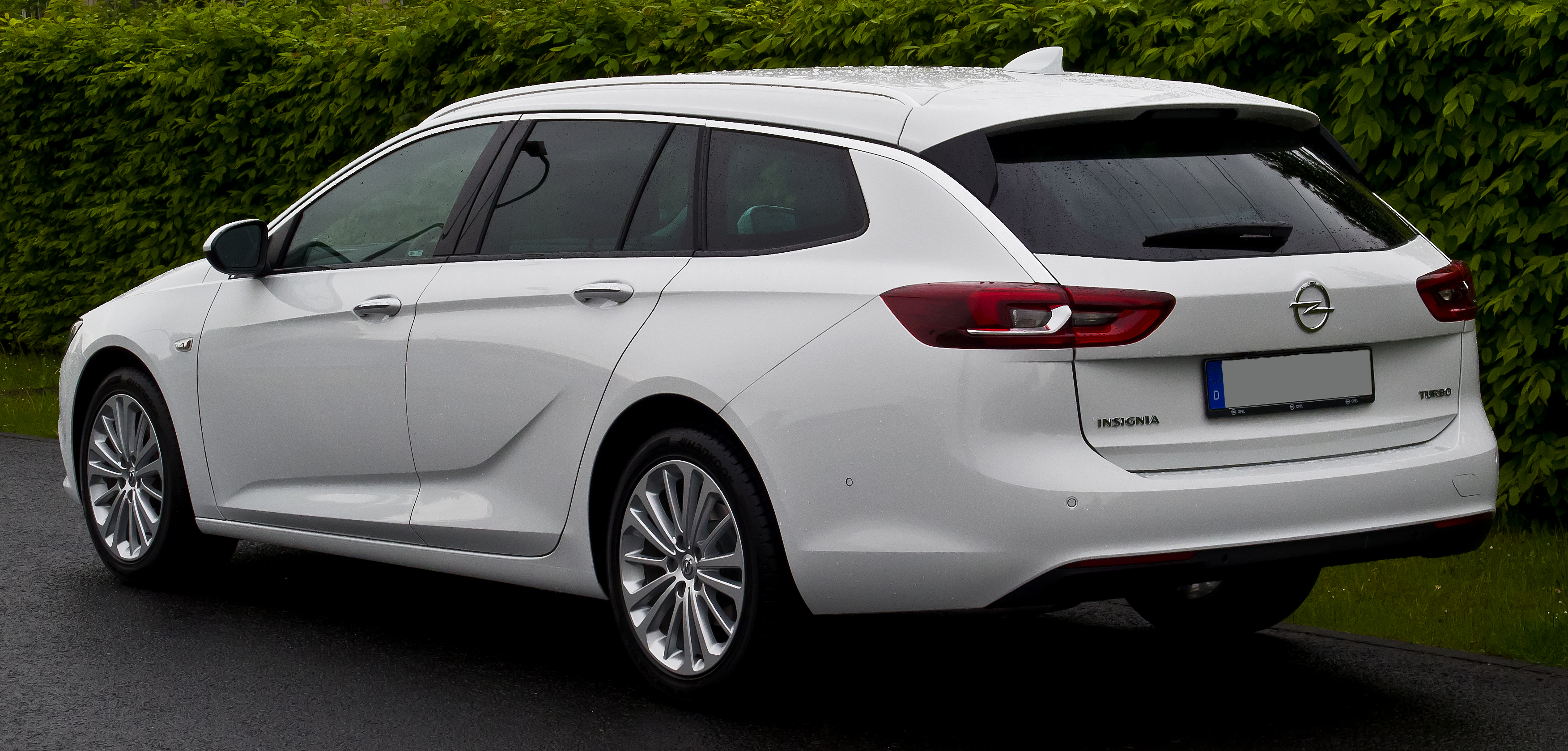
Sports Tourer achteraanzicht
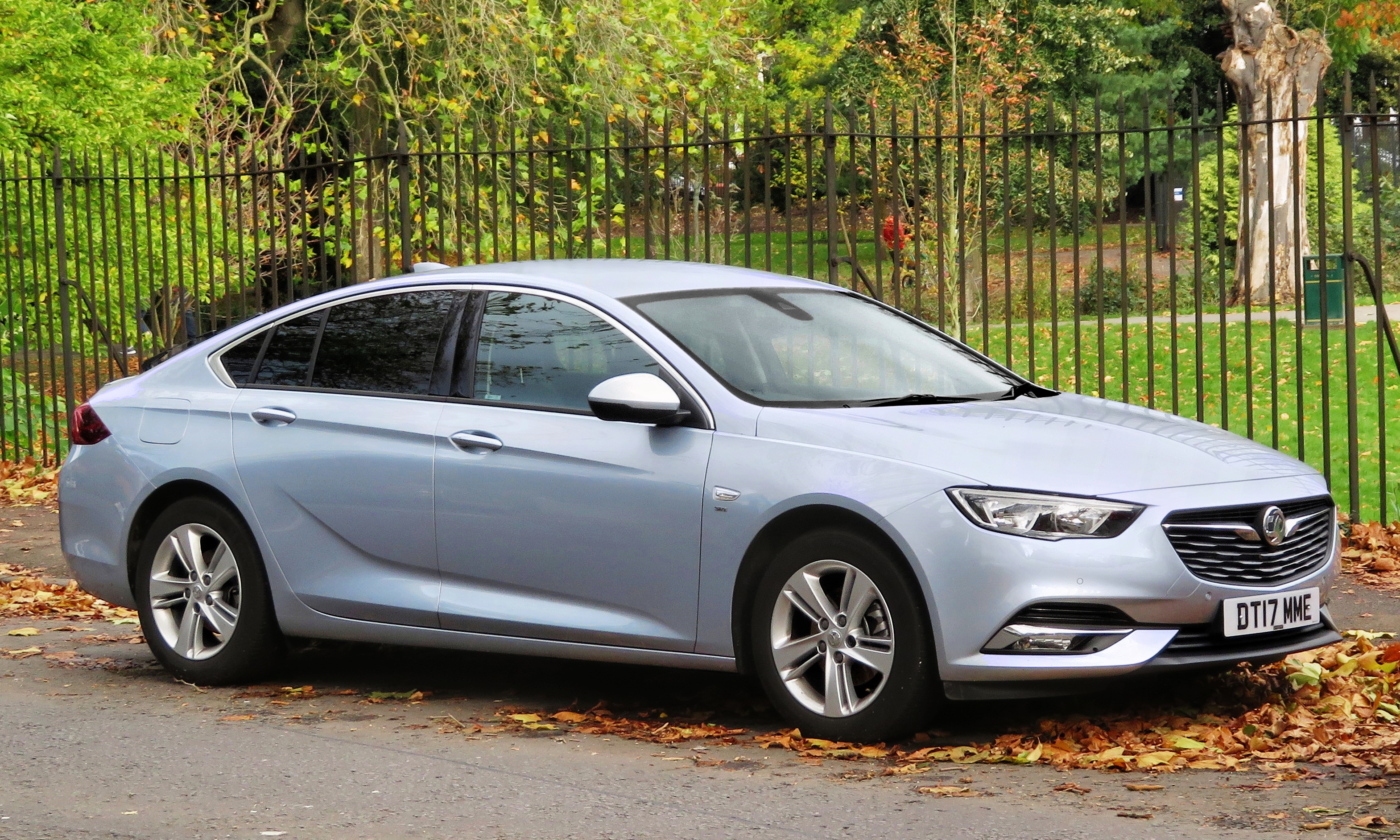
als Vauxhall Insignia voor Engelsen
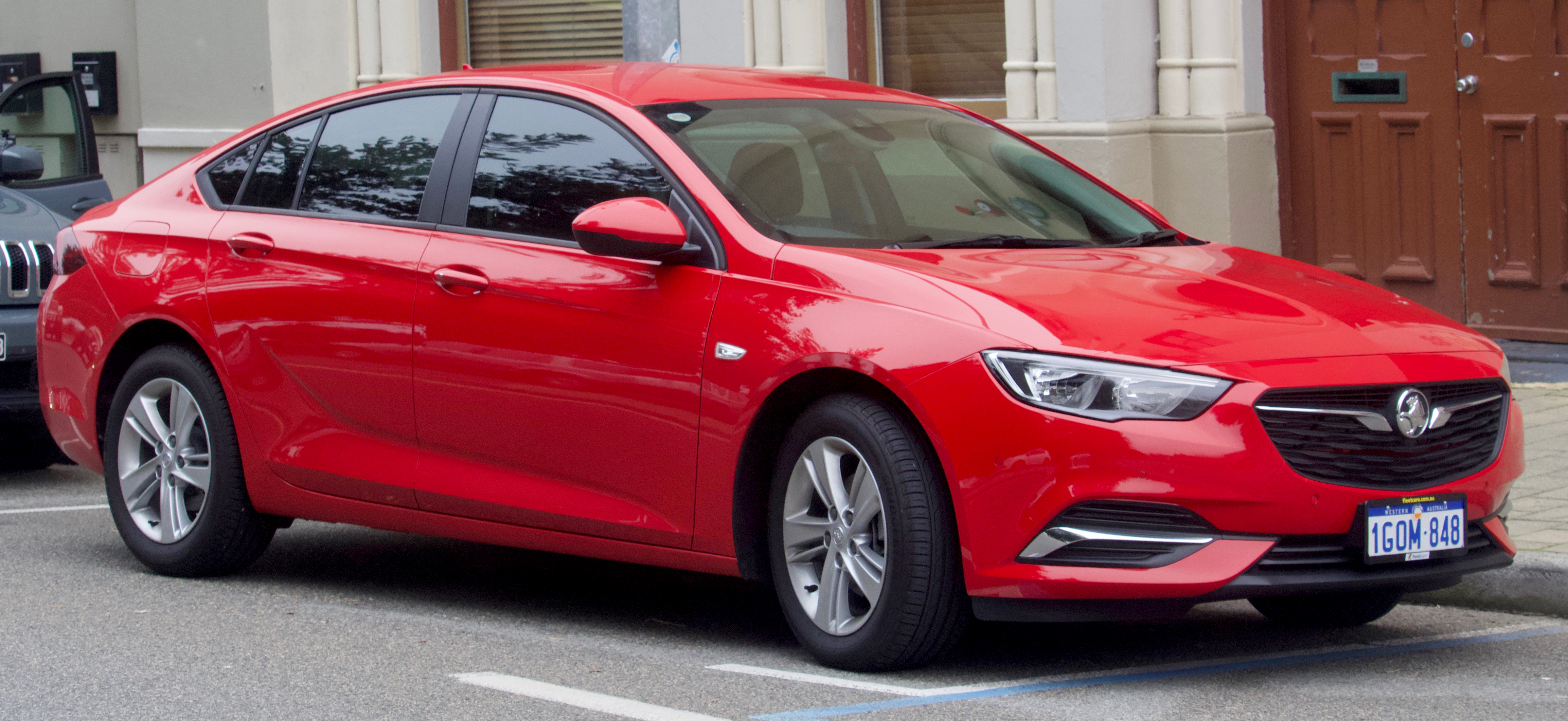
als Holden Commodore ZB voor Australia